# Dipsadoboa
Dipsadoboa – rodzaj węży z podrodziny Colubrinae w rodzinie połozowatych (Colubridae).

## Zasięg występowania
Rodzaj obejmuje gatunki występujące w Afryce Subsaharyjskiej – w Senegalu, Gwinei, Sierra Leone, Liberii, Wybrzeżu Kości Słoniowej, Ghanie, Togo, Nigerii, Kamerunie, Gwinei Równikowej, Gabonie, Kongu, Republice Środkowoafrykańskiej, Demokratycznej Republice Konga, Ugandzie, Rwandzie, Burundi, Sudanie Południowym, Somalii, Kenii, Tanzanii, Zambii, Angoli, Malawi, Zimbabwe, Mozambiku, Eswatini i Południowej Afryce. 

## Systematyka

### Etymologia
- Dipsadoboa: gr. διψας dipsas, διψαδος dipsados „jadowity wąż, którego ukąszenie wywołuje silne pragnienie”[9]; łac. boa „rodzaj dużego, wodnego węża”[10].
- Chamaetortus: gr. χαμαι khamai „na ziemi”[11]; łac. tortus „pokrętny, zakręcony”, od torgueo „skręcić, przekręcić, zakręcić”[12]. Gatunek typowy: Chamaetortus aulicus Günther, 1864.
- Anoplodipsas: gr. ανοπλος anoplos „bez tarczy, nieuzbrojony”; διψας dipsas, διψαδος dipsados „jadowity wąż, którego ukąszenie wywołuje silne pragnienie”[4]. Gatunek typowy: Anoplodipsas viridis Peters, 1869.
- Dipsadophidium: gr. διψας dipsas, διψαδος dipsados „jadowity wąż, którego ukąszenie wywołuje silne pragnienie”[9]; οφιδιον ophidion „mały wąż”, zdrobnienie od οφις ophis, οφεως opheōs „wąż”[13]. Gatunek typowy: Dipsadophidium weileri Lindholm, 1905.
- Dipsoglyphophis: gr. διψας dipsas, διψαδος dipsados „jadowity wąż, którego ukąszenie wywołuje silne pragnienie”[9]; γλυφις gluphis, γλυφιδος gluphidos „karby, rowki”, od γλυφω gluphō „rzeźbić, drążyć”[14]; οφις ophis, οφεως opheōs „wąż”[13]. Gatunek typowy: Leptodira guineensis Chabanaud, 1920 (= Dipsadomorphus brevirostris Sternfeld, 1908).

### Podział systematyczny
Do rodzaju należą następujące gatunki: 
- Dipsadoboa aulica (Günther, 1864)
- Dipsadoboa brevirostris (Sternfeld, 1908)
- Dipsadoboa duchesnii (Boulenger, 1901)
- Dipsadoboa flavida (Broadley(inne języki) & R. Stevens, 1971)
- Dipsadoboa kageleri (Uthmöller, 1939)
- Dipsadoboa montisilva Branch, Conradie, & Tolley, 2019
- Dipsadoboa riparia Trape, Mediannikov & Baldé, 2023
- Dipsadoboa shrevei (Loveridge, 1932)
- Dipsadoboa underwoodi Rasmussen, 1993
- Dipsadoboa unicolor Günther, 1858
- Dipsadoboa viridis (W. Peters, 1869)
- Dipsadoboa weileri (Lindholm, 1905)
- Dipsadoboa werneri (Boulenger, 1897)